# Thân Đức

Quốc kỳ nước Đức hiện nay

Một người thân Đức là một người yêu thích văn hóa Đức, con người Đức và nước Đức nói chung hoặc bày tỏ chủ nghĩa dân tộc Đức mặc dù thậm chí không phải là dân tộc Đức hay công dân Đức. Tình yêu lối sống Đức đối nghịch lại với tư tưởng bài Đức (chống Đức).

## Lịch sử
Cụm từ "thân Đức" (Germanophile) ở phương Tây đã trở nên thông dụng vào các thế kỷ 19 và 20 - 
kể từ sau khi Đế quốc Đức được thành lập năm 1871 cũng như sự trỗi dậy ngay sau đó về tầm quan trọng của nhà nước này.